# Federazione di rugby a 15 dell'Irlanda
Irish Rugby Football Union (in irlandese Cumann Rugbaí na hÉireann) o IRFU è l'organismo di governo del rugby a 15 nell'isola d'Irlanda.
Fondato nel 1879, ha sede a Dublino ed è uno dei membri fondatori dell'International Rugby Football Board, oggi noto come World Rugby.
La sua autorità è esercitata attraverso quattro sottocomitati federali corrispondenti alle province storiche dell'Irlanda: Leinster, Munster, Connacht e Ulster.

## Fondazione
Inizialmente erano presenti in Irlanda due distinte federazioni, entrambe fondate nel 1874. L'Irish Football Union aveva giurisdizione sui club del Leinster, del Munster e di parte dell'Ulster; la Northern Football Union of Ireland controllava invece l'area di Belfast. L'IRFU nacque nel 1879 come unione, delle due differenti organizzazioni. Ma più correttamente si dovrebbe parlare di una vera e propria "federazione" e, dopo questo fatto, furono formate divisioni (branch) della nuova federazione nel Leinster, nel Munster e in Ulster. La divisione del Connacht (Connacht Branch) fu formata nel 1886.
In ogni caso già nel 1875 le due "union" collaborarono alla creazione della squadra nazionale, che a partire dal 1875 affrontava annualmente Inghilterra e Scozia.
Durante gli anni '80 del XIX secolo le quattro divisioni provinciali dell'IRFU disputarono per la prima volta dei campionati e, sebbene questi tornei siano ancora organizzati ogni anno, la loro importanza è diminuita dall'avvento dell'AIB League a partire dal 1990.

## Dopo la divisione politica

La bandiera adottata dall'IRFU per simboleggiare l'isola d'Irlanda: allo scudetto con il trifoglio si affiancano gli stemmi delle quattro province.

A seguito della divisione politica dell'isola irlandese tra la Repubblica d'Irlanda e l'Irlanda del Nord (appartenente al Regno Unito), l'allora Commissione dell'Irish Rugby Football Union decise che la federazione avrebbe continuato ad amministrare il rugby in tutte le 32 contee irlandesi, raggruppate nelle quattro province di Leinster (12 contee), Ulster (9 contee, di cui 3 sotto la Repubblica d'Irlanda e 6 sotto il Regno Unito), Munster (6 contee) e Connacht (5 contee).
Questo portò ad una situazione unica nel panorama sportivo internazionale poiché la nazionale irlandese era, ed è, formata da giocatori provenienti da due Paesi differenti: l'Eire e l'Irlanda del Nord.
Le quattro province irlandesi si sono affrontate nel Campionato interprovinciale (Interprovincial Championship) a partire dagli anni venti e questa competizione continua a rappresentare una rampa di lancio importante per i giocatori. 
Storicamente Munster, Leinster e Ulster sono le province più forti, mentre Connacht è, da sempre, la più debole. Tutte e quattro le province partecipano alla Celtic League, torneo che vede la partecipazione di squadre dalla Scozia, dal Galles, dall'Italia e, appunto, dall'Irlanda.
Attualmente ci sono circa 86.500 giocatori di rugby in Irlanda. 56 squadre sono affiliate all'Ulster Branch, 71 alla Leinster Branch, 59 alla Munster Branch e 19 alla Connacht Branch. In aggiunta sull'isola ci sono 246 scuole di rugby.